# Сеппа
Сеппа (англ. Seppa) — містечко у Північно-Східній Індії, адміністративний центр округу Східний Каменг індійського штату Аруначал-Прадеш.

## Географія
Розташована у західній частині штату.

### Клімат
Містечко знаходиться у зоні, котра характеризується вологим субтропічним кліматом. Найтепліший місяць — серпень із середньою температурою 27.1 °C (80.7 °F). Найхолодніший місяць — січень, із середньою температурою 15.2 °С (59.4 °F).
| Клімат Сеппи            | Клімат Сеппи | Клімат Сеппи | Клімат Сеппи | Клімат Сеппи | Клімат Сеппи | Клімат Сеппи | Клімат Сеппи | Клімат Сеппи | Клімат Сеппи | Клімат Сеппи | Клімат Сеппи | Клімат Сеппи | Клімат Сеппи |
| Показник                | Січ.         | Лют.         | Бер.         | Квіт.        | Трав.        | Черв.        | Лип.         | Серп.        | Вер.         | Жовт.        | Лист.        | Груд.        | Рік          |
| Середній максимум, °C   | 21,7         | 23,6         | 27,6         | 28,6         | 29,2         | 30,3         | 30,6         | 30,7         | 30,3         | 29           | 26,3         | 22,7         | 27,5         |
| Середня температура, °C | 15,2         | 17,3         | 21           | 23,1         | 24,5         | 26,5         | 27           | 27,1         | 26,4         | 24,2         | 20,5         | 16,5         | 22,4         |
| Середній мінімум, °C    | 8,7          | 11           | 14,5         | 17,5         | 19,8         | 22,7         | 23,5         | 23,5         | 22,6         | 19,5         | 14,7         | 10,3         | 17,4         |
| Норма опадів, мм        | 12.2         | 21           | 48.9         | 156.5        | 280.5        | 406.6        | 435.1        | 348.5        | 247.6        | 109.6        | 15.4         | 9.3          | 2091.1       |
| ----------------------- | ------------ | ------------ | ------------ | ------------ | ------------ | ------------ | ------------ | ------------ | ------------ | ------------ | ------------ | ------------ | ------------ |
| Джерело: Weatherbase    |              |              |              |              |              |              |              |              |              |              |              |              |              |